# Basketballverband Rheinland-Pfalz
Der Basketballverband Rheinland-Pfalz e. V. (kurz: BVRP) ist der Dachverband der Basketballvereine beziehungsweise Sportvereine mit Basketball-Abteilungen in Rheinland-Pfalz. Der BVRP ist Mitglied des Landessportbundes Rheinland-Pfalz, der Sportbünde Rheinland, Pfalz und Rheinhessen sowie des Deutschen Basketball Bundes.

## Geschichte
1935 gründete Hermann Niebuhr beim VfL Bad Kreuznach die erste Basketballabteilung innerhalb eines deutschen Sportvereins.
Am 1. Juni 1949 wurde in Bad Kreuznach unter der Leitung von Ernst Bauer der „Südwestdeutsche Basketballverband im Sportverband Rheinland“ als Vorläufer des Basketballverbandes Rheinland-Pfalz gegründet, 1950 kam es zur Namensänderung in Basketballverband Rheinland-Pfalz, dessen erster Vorsitzender ebenfalls Bauer war. Von 1953 bis 1956 war Dieter Quast aus Kirn Vorsitzender des BVRP. 1960 zählte der Verband erstmals mehr als 1000 Mitglieder. Im Juni 1960 gewann die Auswahl des Verbandes erstmals die Meisterschaft beim Turnier der deutschen Landesverbände. Die Mannschaft setzte sich aus Spielern der Vereine CVJM Kaiserslautern und TV Kirchheimbolanden zusammen.
1975 wurden umfassende strukturelle Änderungen innerhalb des Verbandes vorgenommen, unter anderem die Neugliederung der Spielklassen, darüber hinaus wurde eine Zusammenarbeit mit dem Basketballverband Saar ins Leben gerufen, um gemeinsam den Spielbetrieb in bestimmten Ligen auszurichten.
1988 übernahm Gerhart Aichert das Amt des Vorsitzenden im Basketballverband Rheinland-Pfalz. Bis 1998 stieg die Zahl der BVRP-Mitglieder auf mehr als 8 300 und 120 Vereine. 2012 wurde Marco Marzi Nachfolger Aicherts im Präsidentenamt, 2018 übernahm Reinolf Dibus das Amt. Mit Stand 2018 verfügte der Verband über 7 178 Mitglieder sowie 119 Mitgliedsvereine. Dibus trat Ende 2020 von seinem Amt zurück, Marzi wurde Übergangspräsident.

## Struktur
Der Basketballverband Rheinland-Pfalz versteht sich selbst laut seiner Satzung als „freiwilliger Zusammenschluss seiner Bezirksverbände und aller basketballtreibenden Vereine im Lande Rheinland-Pfalz.“ Untergliedert ist der BVRP in Bezirksverbände nach den Sportbünden Rheinland, Rheinhessen und Pfalz.

## Nachwuchsarbeit
Seit 1989 führt der BVRP in den Sommerferien ein Trainingslager für Mädchen und Jungen durch. Bei der ersten Ausrichtung in Rockenhausen nahmen 36 Jugendliche teil, bei der 25. Veranstaltung dieser Art waren im Jahr 2014 in Vallendar 104 Kinder dabei.